# Ali Dehbashi

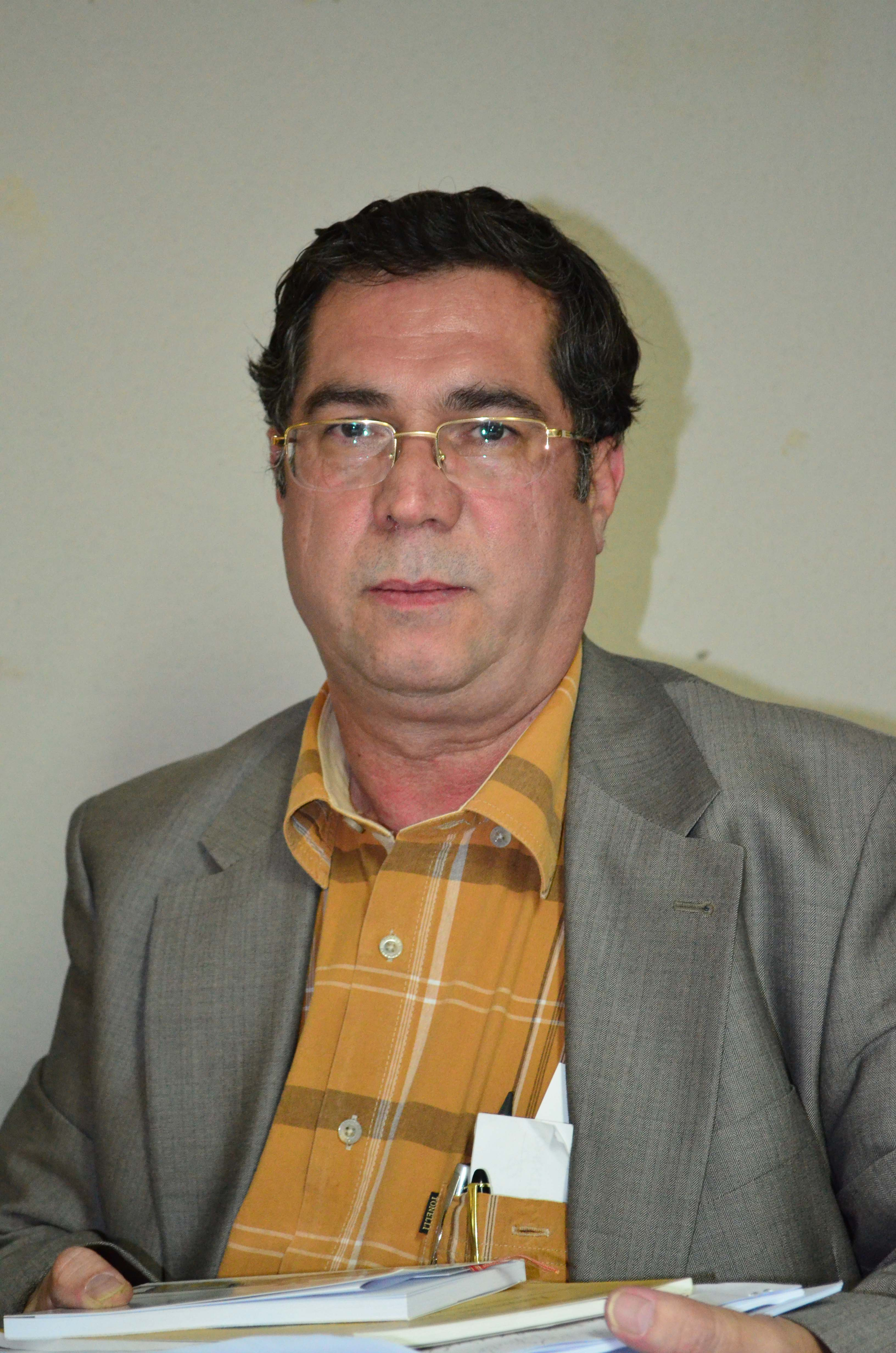

Ali Dehbashi (persiska: علی دهباشی, född 1958 i Teheran, Iran) är en framstående persisk iranist och författare.
Dehbashi är redaktör för tidskriften Bukhara magazine som ges ut i Iran. Dehbashi har introducerat flera internationella författare på persiska.